# Lijst van afleveringen van Spijkerhoek (seizoen 1)
Dit is een overzicht van afleveringen van seizoen 1 van de televisieserie Spijkerhoek. Deze Nederlandse dramaserie draait over het wel en wee van de families Chaiavelli en Van de Akker.

## Overzicht van alle afleveringen
| # | Titel                 | Schrijver | Regie             | Originele uitzenddatum |
| - | --------------------- | --- | ----------------- | ---------------------- |
| 1 | Het Plein             | John Brason | Michael E. Briant | 1989                   |
| 1 | Het Plein             | Dirk-Jan sluit een interessante deal met Verlinden. Helaas weet Dirk-Jan niet precies wat hij over de grens moet brengen. |                   |                        |
| 2 | De Geldschieter       | John Brason | Michael E. Briant | 1989                   |
| 2 | De Geldschieter       | Patty geeft een fantastisch optreden in de Flamingo. Tony is onder de indruk.                                             |                   |                        |
| 3 | Nieuwe Kansen         | John Brason | Michael E. Briant | 1989                   |
| 3 | Nieuwe Kansen         | Patty gebruikt drugs omdat ze haar zelfvertrouwen niet onder controle heeft.                                              |                   |                        |
| 4 | Alles heeft z'n prijs | John Brason | Michael E. Briant | 1989                   |
| 4 | Alles heeft z'n prijs | Gerard krijgt onverwachts bezoek van Willy...                                                                             |                   |                        |

## Plot en gastrollen per aflevering

### Het Plein
Gerard Verlinden neemt intrek in zijn luxueuze appartement. Rein maakt zich zorgen over het geld voor de studie van Francine. Mario is te koppig om nieuwe elektrische apparaten te kopen. Tijdens een motorcrosswedstrijd van Dirk-Jan, staat zijn motor plotseling stil. Gerard wil dat Tony iemand regelt om dingen over de grens te brengen. Anke heeft genoeg van de situatie in huis. Tony vraagt aan Dirk-Jan of hij pakjes over de grens wil brengen, in ruil daarvoor krijgt hij een crossmotor. Gerard bespreekt samen met Derks de plannen om Spijkerhoek in handen te krijgen. Patty en Dirk-Jan hebben het erg gezellig samen. Dirk-Jan sluit een deal met Gerard.
Gastrollen
- Edmond Classen - Derks
- Rik Luycx - Jimmy Bergman
- Jan-Willem Sterneberg - Wim de Beer
- Yorick van Wageningen - Ruud de Lange
- Wim Zomer - Nico Willems

### De Geldschieter
Rein en Willy horen over de deal van Dirk-Jan met Verlinden. Willy maakt zich zorgen over de schulden die ze heeft bij Gerard. Anke heeft vertrouwen in Patty, als zij wil zingen moet ze zingen. Dirk-Jan wordt door Verlinden op stap gestuurd om een pakje over de grens te brengen. Gerard koopt een crossmotor, waar Dirk-Jan dolgelukkig mee is. Patty geeft een fantastisch optreden in de Flamingo. Tony is onder de indruk van de beeldschone Patty. Als Monique en Tony aan het vrijen zijn, stopt Tony plotseling. Francine wil graag met Dirk-Jan mee, maar wordt tegengehouden door haar ouders. Dirk-Jan wordt door de douane aangehouden.
Gastrollen
- Wim Zomer - Nico Willems
- Frank Schaafsma - Jaap Sythoff
- Edmond Classen - Derks
- Rik Luycx - Jimmy Bergman
- Jan-Willem Sterneberg - Wim de Beer
- Yorick van Wageningen - Ruud de Lange

### Nieuwe Kansen
Dirk-Jan is gelukkig door de douane gekomen. Willy en Rein vragen zich af waarom hij het geld niet gewoon van zijn rekening afschrijft. Anke gaat langs bij haar minnaar Verlinden. Ze is onder de indruk van het appartement van Gerard. Rein kijkt verbaasd als Francine gaat stappen. Monique waarschuwt Patty; als zij iets met Tony begint, krijgt ze met haar te maken. Anke ziet in Monique hoe zij vroeger was, en probeert Monique op het goede pad te krijgen. Willy schrikt als Dirk-Jan zegt dat Verlinden haar kent. Mario zet zijn geld in op het paardenrennen. Derks stelt Gerard op de hoogte van de ontwikkelingen in Spijkerhoek. Patty heeft niet genoeg zelfvertrouwen, en gebruikt op aanraden van Tony drugs.
Gastrollen
- Wim Zomer - Nico Willems
- Frank Schaafsma - Jaap Sythoff
- Edmond Classen - Derks
- Rik Luycx - Jimmy Bergman
- Marthe van der Noordaa - Saskia
- Yorick van Wageningen - Ruud de Lange

### Alles heeft zijn prijs
Patty maakt zich klaar voor haar optreden, Mario is onder de indruk. Anke ontdekt dat er honderd gulden weg is. Patty geeft een fantastisch optreden, onder invloed van drugs. Door haar optreden wordt Patty eerste bij de talentenjacht. Als Anke terugkomt, treffen ze een chaos aan in het café. Francine maakt kennis met Tony. De nieuwe espressomachine van Mario wordt afgeleverd. Dirk-Jan vertelt Rein over zijn nieuwe baan in de disco van Tony. Patty voelt de gevolgen van het drugsgebruik. Willy ziet geen uitweg meer in de openstaande schulden. Gerard krijgt onverwachts bezoek van Willy.
Gastrollen
- Wim Zomer - Nico Willems
- Frank Schaafsma - Jaap Sythoff
- Jan-Willem Sterneberg - Wim de Beer
- Rik Luycx - Jimmy Bergman
- Yorick van Wageningen - Ruud de Lange